# Желторангинський сільський округ
Желтора́нгинський сільський округ (каз. Желтораңғы ауылдық округі, рос. Желторангинский сельский округ) — адміністративна одиниця у складі Балхаського району Алматинської області Казахстану. Адміністративний центр — село Желторанги.
Населення — 1519 осіб (2021; 1761 у 2009, 1780 у 1999, 2156 у 1989).
Станом на 1989 рік існувала Желторангинська сільська рада (села Желторанги, Каскаогіз) колишнього Куртинського району.

## Склад
До складу округу входять такі населені пункти:
| Населений пункт  | Стара назва | Населення, осіб (1989) | Населення, осіб (1999) | Населення, осіб (2009) | Населення, осіб (2021) |
| ---------------- | ----------- | ---------------------- | ---------------------- | ---------------------- | ---------------------- |
| Желторанги, село | -           | 1872                   | 1717                   | 1725                   | 1458                   |
| Каскаогіз, село  | -           | 284                    | 63                     | 36                     | 53                     |
| --Дідар, село    | -           | -                      | -                      | -                      | 2                      |
| --Каскаогіз-1    | -           | -                      | -                      | -                      | 6                      |